# لیرویک
لیرویک (به لاتین: Leirvik) یک شهرک در نروژ است که در استان هوردالاند واقع شده‌است. لیرویک ۹٫۵۲ کیلومتر مربع مساحت و ۱۳٬۴۷۸ نفر جمعیت دارد و ۲ متر بالاتر از سطح دریا واقع شده‌است.